# Diana Karenne
Diana Karenne (ur. 1888 w Kijowie, według innych źródeł w Gdańsku lub Szczecinie, zm. 14 października 1940 w Akwizgranie, właściwie Leucadia Konstantia) – aktorka filmowa, czynna w Niemczech, Francji i Włoszech.
Była siostrą producenta filmowego Grzegorza Rabinowicza. Debiutowała w roku 1914 w Turynie w wytwórniach Roma-Film i Aquila-Film. Podczas I wojny światowej stała się gwiazdą włoskiego filmu niemego.
Od roku 1916 sama reżyserowała filmy ze swoim udziałem, od roku 1917 była właścicielką wytwórni filmowej w Mediolanie.
Od roku 1921 grała główne role w filmach francuskich i niemieckich, w tym w dwóch filmach reżyserii Jakowa Protazanowa. Zajmowała się także malarstwem, muzyką i poezją. Po nadejściu epoki filmu dźwiękowego zaprzestała występów i popadła w zapomnienie. Wystąpiła jeszcze raz w roku 1939 w filmie „Manon Lescaut” reżyserii Carmine Gallone.
Zginęła w roku 1940 w Akwizgranie podczas alianckiego nalotu bombowego.